# Um Adeus Português
Um Adeus Português é um filme português do género drama, realizado e escrito por João Botelho e Leonor Pinhão. Foi protagonizado por Maria Cabral, Isabel de Castro, Fernando Heitor e Ruy Furtado, e estreou-se em Portugal a 17 de Abril de 1986.

## Argumento
Anos depois da morte do seu filho na Guerra Colonial Portuguesa, um casal de idosos viaja até Lisboa para começar uma nova vida e reencontrar sua antiga nora, apesar das memórias dolorosas do passado.

## Elenco
- Maria Cabral - Laura
- Isabel de Castro - Piedade
- Fernando Heitor - Alexandre
- Ruy Furtado - Raul
- Cristina Hauser - Rosa
- João Perry - Jorge
- Henrique Viana - Editor
- António Peixoto - Padre
- Luís Lucas - Soldado
- Diogo Dória - Soldado
- Anamar
- Zé da Guiné - Soldado
- André Gomes
- Cremilda Gil - Empregada

## Produção
O filme foi inteiramente rodado em Portugal, mas com algumas cenas feitas em África. Entre os vários assistentes da longa-metragem, estiveram os realizadores Margarida Cardoso e Pedro Costa. As cenas de 1985, em Portugal, foram filmadas a cores, enquanto as cenas de 1973, em África, foram filmadas a preto e branco, em alusão à emissão televisiva da Guerra Colonial Portuguesa.
Os militares portugueses inicialmente hesitaram em conceder a assistência necessária com equipamentos e consultoria. Contudo, o exército não tinha objecção, mas os soldados não estavam mentalmente preparados por causa do trauma psicológico causado pela guerra.
Maria Cabral, considerada a actriz-símbolo do Novo Cinema português, fez sua última aparição no cinema, neste filme, após mudar-se para França.

## Recepção
O filme foi lançado mundialmente a 5 de Abril de 1986 nos Estados Unidos e no Festival de Cinema de Londres. No mesmo ano, o filme foi exibido no Festival de Berlim, onde ganhou o Prémio Promocional da Organização Católica Internacional do Cinema, e no Festival do Rio, onde recebeu o prémio Tucano de Ouro. Também foi exibido no canal alemão Hessischer Rundfunk a 31 de Janeiro de 1987.